# Abtswind

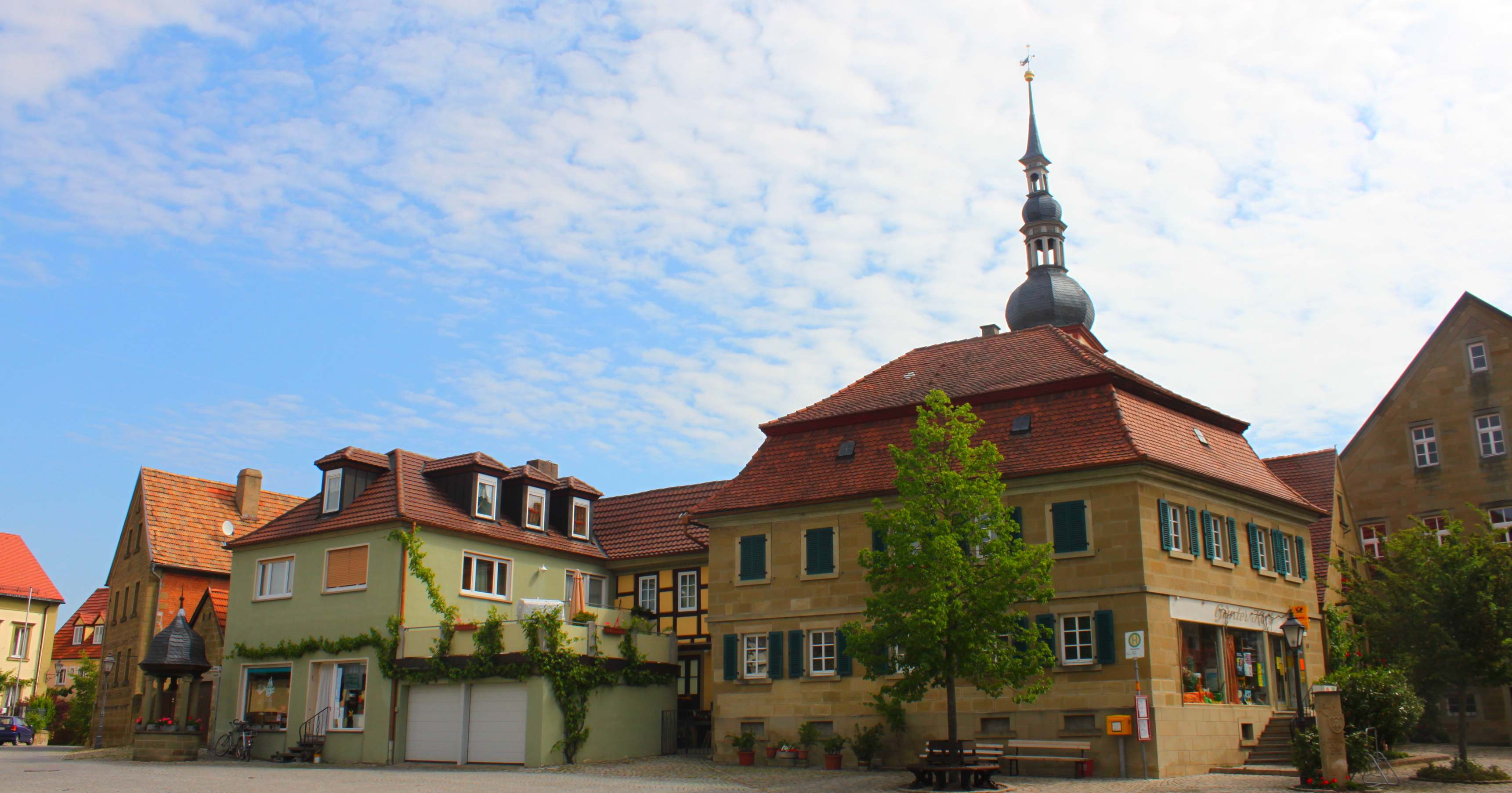
De dorpskern van Abtswind

Abtswind is een gemeente in de Duitse deelstaat Beieren, en maakt deel uit van het Landkreis Kitzingen.
Abtswind telt 849 inwoners.
Abtswind ·
Albertshofen ·
Biebelried ·
Buchbrunn ·
Castell ·
Dettelbach ·
Geiselwind ·
Großlangheim ·
Iphofen ·
Kitzingen ·
Kleinlangheim ·
Mainbernheim ·
Mainstockheim ·
Markt Einersheim ·
Marktbreit ·
Marktsteft ·
Martinsheim ·
Nordheim am Main ·
Obernbreit ·
Prichsenstadt ·
Rödelsee ·
Rüdenhausen ·
Schwarzach am Main ·
Segnitz ·
Seinsheim ·
Sommerach ·
Sulzfeld am Main ·
Volkach ·
Wiesenbronn ·
Wiesentheid ·
Willanzheim